# 三一學院 (康涅狄格州)

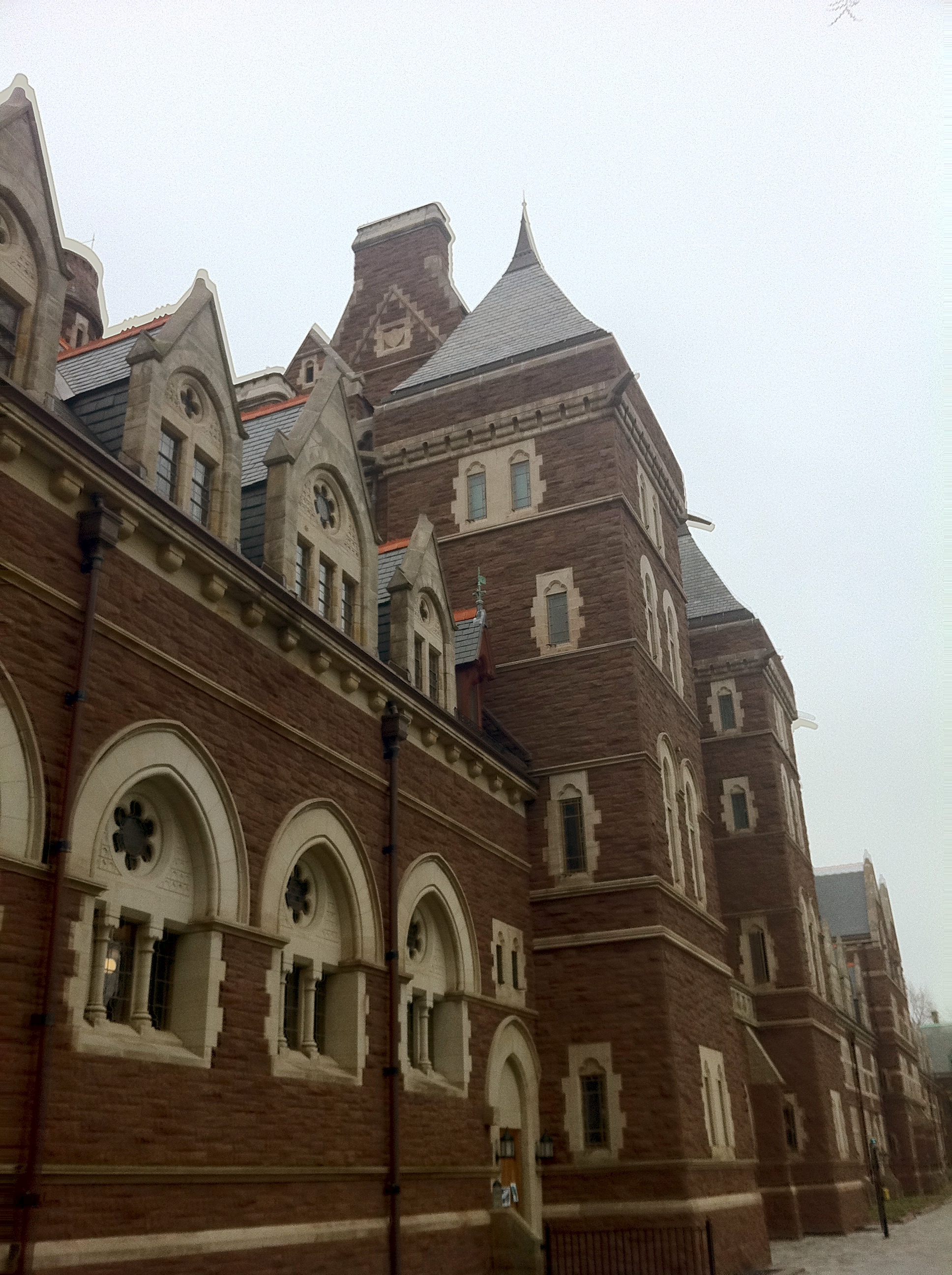
學院的教學樓“Seabury Hall”

三一學院（Trinity College） 是位於美國康涅狄格州哈特福德的一所私立文理學院。

## 历史
創立於1823年。其是該州僅次於耶魯大學的第二古老的學院。它原先是一所男子學院，在1969年開始男女共學。三一學院是美國較好的文理學院之一，提供本科和少數文科碩士學位。按照2019年《美國新聞與世界報道》國內文理學院排名，三一學院列在第46位。

## 外部連結
- Trinity College（页面存档备份，存于）
- Trinity College AthleticsArchive-It的存檔，存档日期2015-12-01
- . . 1920.

41°44′51″N 72°41′24″W / 41.74740°N 72.69001°W